# Station Kensington (Olympia)
Kensington (Olympia) is een station aan de West London Line van London Overground (tevens de beheerder van het station), dat ook bediend wordt door treinen van National Rail en een zijtak van de District Line van London Underground. Het station, dat in 1862 is geopend, ligt in de wijk Kensington.

## Geschiedenis

### Opkomst
Op 27 mei 1844 opende de West London Railway tussen Willesden Junction en Lillie Bridge, destijds de haven aan het noordeinde van het Kensington Canal. Het zuidelijke eindpunt voor reizigers kwam, onder de naam Kensington, aan de Warwick Road, net ten zuiden van Hammersmith Road waar later Kensington Row gebouwd is. De lijn was niet populair en de reizigersdienst werd op 1 december 1844 beëindigd vanwege de gemaakte verliezen, een ongeregelde goederendienst bleef wel bestaan. Op 2 juni 1862 werd de reizigersdienst hervat als onderdeel van de West London Extension Railway met een nieuw station ten noorden van Hammersmith Road dat weer de naam Kensington kreeg. Aanvankelijk reed de reizigersdienst tussen Willesden en Clapham Junction, vanaf 1863 kwamen daar diensten van de Great Western Railway(GWR) bij. Op 1 juli 1864 werd een verbinding geopend tussen het station en Latimer Road aan de Hammersmith & City Line, waarmee het station ook op de metro was aangesloten. Op 1 oktober 1868 werd metrostation Kensington (High Street) geopend en, om verwarring te voorkomen, kreeg het station Kensington de toevoeging (Addison Road), de straat die daar parallel aan de spoorlijn ligt.  
Vanaf 1869 tot 1916 onderhield de London & South Western Railway een dienst tussen Richmond en Waterloo via Adisson Road over de boog aan de noordkant van het station en het viaduct bij Hammersmith Grove. In 1872 begon de London & North Western met doorgaande treinen om Londen heen die stopten bij Adisson Road. Op 1 augustus 1872 begonnen de Metropoltan Railway en de District Railway de middle circle dienst, een voorloper van de Circle Line via de verbinding met Latimer Road en de boog naar Earl's Court ten zuiden van het station. In 1907 is de Middle Circle opgeheven en reed de Metropolitan van en naar Hammersmith. Op de eerste 'London Underground'-kaart uit 1908 komen zowel de Metropolitan en District Railway langs het station maar de Circle loopt sindsdien via High Street Kensington. Vlak bij het station was een melkcentrale met een vulstation voor melkflessen  van Express Dairies. Het was het lospunt van de melktreinen die over de Great Western Railway uit het westen van het land kwamen en bij Old Oak Common over een aftakking naar Kensington reden. 

### Neergang
In de herfst van 1940 werden de lijn en het station gebombardeerd, de aangerichte schade betekende dat het station op 19 oktober 1940 werd gesloten omdat herstel door London Transport als niet rendabel werd gezien. Militair gezien was de lijn van belang omdat alle spoorlijnen vanuit Londen bereikt kunnen worden en het in vergelijking met de grote Londense stations een rustige plek is. Het was dan ook het favoriete station van generaal Dwight D. Eisenhower als hij op bezoek ging bij de troepen die zich in Wales voorbereidden op D-Day. Op 19 december 1946 werd het station heropend als Kensington (Olympia) en werd het het noordelijke eindpunt van een pendeldienst in de spits naar Clapham Junction. Deze dienst was tot 1986, afgezien van de autotrein de enige dienst van British Rail die regelmatig bij het station stopte. Deze dienst was bestemd voor medewerkers van de Post Office Savings Bank (later National Savings Bank) aan de Blythe Road ten westen van het station. De dienst stond bekend als de "Kenny Belle" maar stond niet in het spoorboekje, naar verluidt omdat de Post Office Savings Bank onder de Official Secrets Act viel. Omdat het naastgelegen tentoonstellingscentrum Olympia, dat in 1866 werd geopend, niet meer per metro bereikbaar was werd tijdens tentoonstellingen een pendeldienst met Earl's Court onderhouden, op 3 maart 1958 kwam er weer een permanent perron. Het station werd tijdens de wederopbouw en verbetering van de grote Londense stations af en toe gebruikt als vervangend eindpunt. 

### Koude oorlog
Het Beeching rapport uit 1963 stelde sluiting van het station voor omdat de pendeldienst naar Clapham Junction niet voldoende was om het open te houden. Kensington (Olympia) maakte tijdens de Koude Oorlog echter deel uit van de plannen om de continuïteit van de regering te verzekeren in geval van vijandelijkheden. In de geheime plannen stond het station als vertrekpunt voor treinen die, in de opmaat van een kernoorlog, enkele duizenden ambtenaren moesten evacueren naar de ondergrondse regeringsbunker (codenaam "Burlington") in Wiltshire. Ambtenaren die het zogeheten “centrale regeringshoofdkwartier” draaiend moesten houden zouden zich in voorkomende gevallen moeten melden bij Kensington (Olympia) omdat de West London Line via North Pole Junction met de Great Western Main Line, en daarmee Wiltshire, is vebonden. Vanaf Warminster zouden de ambtenaren verder per bus worden vervoerd naar de bunker bij Corsham.

### Autotrein
In 1966 werd Kensington (Olympia) het belangrijkste Londense eindpunt voor British Rail Motorail-treinen, die reizigers en voertuigen door heel Groot-Brittannië vervoerden. De motorail kende zowel dag- als nachtdiensten, in de dienstregeling van de London Midland Regio uit 1970-71 staan treinen naar Perth , Stirling , Carlisle , St Austell , Totnes , Newton Abbot en Fishguard. Met aansluiting op de veerboot naar Rosslare  In 1981 sloot het laadperron van de autotreinen die voortaan van Paddington , Euston en King's Cross  vertrokken. De parkeerplaats van motorail wordt sindsdien gebruikt voor tentoonstellingsvoertuigen en door Europcar voor autoverhuur, en wordt "Olympia Autorail Car Park P4" genoemd.

### Herleving
Vanaf 12 mei 1986 werden de treindiensten op het station sterk uitgebreid en sinds 7 april 1986 is de pendeldienst van de Underground een doorlopende dienst. Kensingston (Olympia) kreeg interregionale diensten aan de noordkant vanuit de Midlands en Noord-Engeland, aan de zuidkant vanuit onder meer Brighton en Dover Western Docks. Daarnaast kwamen er InterCities wat onder de aandacht werd gebracht door de loopbrug in InterCity-kleuren te schilderen. De InterCities werden gereden door de InterCity-divisie van British Rail en later, na privatisering , door Virgin CrossCountry en CrossCountry. Bestemmingen waren onder meer Birmingham New Street , Liverpool Lime Street ,Manchester Piccadilly , Glasgow Centraal en Edinburgh Waverley. Toen in oktober 2008 de InterCity dienst werd gestaakt waren er nog twee InterCites per dag, tussen Brighton en Manchester, over. Het station maakte deel uit van de London Station Group waarmee het mogelijk was om met een kaartje naar "London Terminals" zelf het gewenste station in Londen te kiezen. In mei 1994 werd deze mogelijkheid geschrapt en werd na een onderbreking van 54 jaar een volledige reizigersdienst tussen Willesden Junction en Clapham Junction hersteld. 
Aan de oostkant lagen tot 1983 twee kopsporen die berijdbaar waren vanuit het zuiden en vooral gebruikt werden door diensten van/naar Clapham Junction. In plaats van de sporen kwamen 89 moestuinen, de Olympia Garden, tussen de sporen en de huizen langs Russell Road.
Na de opening van de Kanaaltunnel in 1994 werd ook aan Britse zijde de bouw van een hogesnelheidslijn, de Channel Tunnel Rail Link, ter hand genomen. Een van de voorstellen was om het laadperron van de voormalige Motorail de gebruiken voor internationale autotreindiensten. De lijn zou dan de West London Line en de South Eastern Main Line volgen tot Folkestone Central en daar aansluiten op de kanaaltunnel. Tot de opening van St. Pancras International reed het Eurostar materieel via Kensington (Olympia) tussen Waterloo en depot North Pole. Kensington (Olympia) was van grensbewaking voorzien omdat het als uitwijkstation bestemd was in geval dat Waterloo onbruikbaar zou zijn.
In juni 2011 kondigde Transport for London (TfL) aan dat de District Line pendeldienst tussen Kensington (Olympia) en Earl's Court aan het einde van het jaar op weekdagen zou worden opgeheven. De Royal Borough of Kensington en Chelsea protesteerde tevergeefs en in december 2011 eindigde de normale dienst op weekdagen en rijdt de metro alleen nog tijdens tentoonstellingen en in het weekeinde. In 2012 kondigde Transport for London aan, om in de strijd tegen zwartrijders, toegangspoortjes te plaatsen aan weerszijden van de loopbrug over de sporen. Hier door zouden ook de buurtbewoners worden getroffen die de voetgangersbrug gebruikten om het spoor over te steken. De beide gemeenten aan weerszijden van het spoor, de Royal Borough of Kensington en Chelsea en de London Borough of Hammersmith en Fulham, beriepen zich op hun recht van overpad en het plan werd in 2013 ingetrokken. 

## Reizigersverkeer
Op de website van National Rail-website en op sommige kaarten en dienstregelingen wordt het station aangeduid als Kensington Olympia. Transport for London hanteert op de plattegronden en stationsborden de naam Kensington (Olympia). De digitale borden in de metro houden het kortaf bij Olympia. Het station ligt naast het tentoonstellingscentrum Olympia op de gemeentegrens.
De perrons zijn toegankelijk via Russell Road vanuit het oosten en Olympia Way vanuit het westen. Een voetgangersbrug maakt het mogelijk om de sporen over te steken. Omdat er twee gescheiden routes over de brug lopen kunnen ook buurtbewoners zonder kaartje oversteken zonder door de toegangspoortjes te gaan. Spoor 1 is een kopspoor dat gebruikt wordt door de District Line, de sporen 2 en 3 hebben zijperrons. De overground naar Willesden vertrekt van spoor 2, die naar Clapham Junction van spoor 3. 
De West London Line van de overground ligt geheel in zone 2 en wordt door Souhern gebuikt om om Londen heen te rijden. 
De Overground rijdt:
- 4 keer per uur naar Willesden Junction , waarvan er in de daluren 2 en in de spits alle 4 doorgaan naar Stratford.
- 4 keer per uur naar Clapham Junction.

Southern rijdt een keer per uur een trein tussen Milton Keynes Central en East Croydon die stopt bij Kensington Olympia.
De District Line rijdt in het weekeinde, en soms tijdens een tentoonstelling, een pendeldienst naar High Street Kensington via Earl's Court. Op werkdagen rijden een aantal diensten in de vroege ochtend en late avond. Er is geen dienst Oudejaarsavond of Nieuwjaarsdag wanneer deze dagen op of gedeeltelijk in het weekend vallen.
Met ongeveer 110.000 reizigers geregistreerd in 2019, is Kensington (Olympia) het minst gebruikte station op het hele Londense metronet.